# Рагол
Рагол (на испански: Rágol) е населено място и община в Испания. Намира се в провинция Алмерия, в състава на автономната област Андалусия. Общината влиза в състава на района (комарка) Алпухара Алмериенсе. Заема площ от 27 km². Населението му е 356 души (по данни от 2010 г.). Разстоянието до административния център на провинцията е 39 km.

## Демография
| 1996 | 1998 | 1999 | 2000 | 2001 | 2002 | 2003 | 2004 | 2005 | 2006 |
| ---- | ---- | ---- | ---- | ---- | ---- | ---- | ---- | ---- | ---- |
| 395  | 384  | 398  | 390  | 391  | 392  | 386  | 382  | 367  | 365  |